# Pelasgus laconicus
Pelasgus laconicus är en fiskart som först beskrevs av Maurice Kottelat och Paolo Barbieri 2004.  Pelasgus laconicus ingår i släktet Pelasgus och familjen karpfiskar. IUCN kategoriserar arten globalt som akut hotad. Inga underarter finns listade i Catalogue of Life.